# Leslie Gleadell
Leslie Charles Gleadell (Bahía Fox, 14 de enero de 1921-Auckland, 13 de junio de 2009) fue un funcionario colonial malvinense que desempeñó diversos cargos para el Gobierno colonial británico de las Islas Malvinas, siendo gobernador interino durante el incidente de secuestro de un avión de Aerolíneas Argentinas por militantes peronistas en 1966, por el cual es recordado.

## Biografía

### Primeros años y familia
Malvinense de tercera generación descendiente de una familia de Lincolnshire, nació en Doctor's Creek (Bahía Fox) en la isla Gran Malvina, hijo de Franklin Gleadell y Winifred Gleadell, de soltera Davis. Fue educado en Puerto Argentino/Stanley y se fue cuando tenía 15 años. Después de la escuela trabajó para el periódico local Penguin News y luego se unió al Departamento de Electricidad y Telégrafos como empleado. Se convirtió en miembro de la Fuerza de Defensa de las Islas Malvinas cuando tenía 18 años y durante la Segunda Guerra Mundial trabajó como señalero en Cerro Zapador y a bordo de patrulleros.
Después de estudiar contabilidad a través de un curso por correspondencia, se convirtió en secretario del Auditor Colonial Robert Boumphrey en 1947 y luego fue enviado a la Oficina de Auditoría Colonial en Londres y Gibraltar. Regresó a las Malvinas como Auditor Colonial en 1950 y se casó con Mildred Lees, con quien tuvo un hijo, Graham. En 1959 fue ascendido a tesorero colonial, el primer malvinense en ocupar el cargo, y en 1961 se casó con su segunda esposa, Vera Beal, con quien tuvo dos hijos: Lois nació en 1962 y Stephen nació en 1964.

### Operativo Cóndor
En septiembre de 1966, el gobernador Cosmo Haskard recibió una orden de consulta en Londres y el secretario colonial Harry Thompson (que normalmente habría sido el suplente del gobernador) estaba de permiso, lo que significa que Gleadell asumió el cargo de gobernador interino.
El 28 de septiembre de 1966, un grupo de militantes peronistas y nacionalistas argentinos secuestró el vuelo 648 de Aerolíneas Argentinas que se dirigía desde Buenos Aires a Río Gallegos, desviando el avión hacia las Islas Malvinas, donde tomaron a varios malvinenses como rehenes, reclamando la soberanía de las islas Malvinas. Como gobernador interino, Gleadell negoció con los argentinos a través de un sacerdote católico de habla hispana de la Iglesia de Santa María, el padre Rodolfo Roel. Temiendo que los isleños comunes pudieran intentar liberar a los rehenes por la fuerza, uno de los primeros actos de Gleadell fue evitar que se les diera armas a los miembros del público, insistiendo en que solo los miembros de la fuerza de defensa deberían estar armados. Gleadell mantuvo al gobierno del Reino Unido en Londres actualizado por telegrama y después de dos días, los argentinos acordaron liberar a los rehenes y, a cambio, fueron enviados a la Argentina continental para ser juzgados (ya que no reconocieron a las autoridades británicas en las islas).

### Últimos años
Fue elogiado por su manejo del secuestro y fue nombrado Oficial de la Orden del Imperio Británico por la Reina Isabel II en los Honores de Año Nuevo de 1967. Sin embargo, su participación en el incidente lo hizo infame en la Argentina continental y fue perseguido por la prensa argentina en 1967 durante un viaje a Montevideo, donde había viajado para una cirugía para extirpar una úlcera. Unos años más tarde, mientras formaba parte de una delegación comercial en América del Sur continental, se emitió una orden de arresto en el Territorio Nacional de la Tierra del Fuego, Antártida e Islas del Atlántico Sur por cargos de "privación de libertad, intimidación pública, rebelión y robo", lo que lo obligó a regresar a las Malvinas. a través de Chile.
Temiendo por la seguridad de sus hijos (que debían ser educados en la Argentina continental), en 1972 Gleadell y su familia abandonaron las islas Malvinas y emigraron a Nueva Zelanda, donde comenzó a trabajar como contador para una ferretería. Se retiró en la década de 1980 y murió en Auckland el 13 de junio de 2009.